# Enyalius brasiliensis
Enyalius brasiliensis är en ödleart som beskrevs av  René-Primevère Lesson 1830. Enyalius brasiliensis ingår i släktet Enyalius och familjen Polychrotidae.

## Underarter
Arten delas in i följande underarter:
- E. b. boulengeri
- E. b. brasiliensis